# 加藤精一 (俳優)
加藤 精一（かとう せいいち、1889年4月11日 - 1963年8月28日）は、日本の俳優である。本名同じ。坪内逍遙の文芸協会に参加、新劇の初期から舞台俳優として活動した人物として知られる。

## 人物・来歴

### 生い立ち
1889年（明治22年）4月11日、岡山県上房郡高梁町（現在の同県高梁市）に生まれる。父は熊本藩の漢学者出身の人物であったが、精一の出生後、まもなく死去したため、精一は、加藤家の養子となった。のちの俳優の成松和一（1905年 - 1944年）は義弟にあたる。地元の旧制高梁中学（現・岡山県立高梁高等学校）へ通い卒業する。

### 上京後
東京に移り、早稲田大学英文科に入学、小川未明、三木露風、北原白秋、西條八十らと詩作を通じて親交を結んだ。同学在学中に坪内逍遙に師事し、1909年（明治42年）、坪内が設立した文芸協会演劇研究所第1期生になる。研究所の同期には、上山草人、山川浦路、森英治郎、横川唯治（山田隆弥、のちの山田隆也）、佐々木積、武田正憲、小林正子（松井須磨子）らがいる。1911年（明治44年）3月、同学を卒業する。同年5月には、帝国劇場での同協会第1回公演として、ウィリアム・シェイクスピアの悲劇『ハムレット』（訳坪内逍遙）の全幕上演が行なわれ、ポローニアス役を演じて初舞台を踏んだ。1913年（大正2年）6月、帝国劇場での同協会第6回公演として、シェイクスピア悲劇『ヂユーリアス・シーザー』が日本初演され、主役のジュリアス・シーザーを演じる。同年7月、同協会が解散し、同年10月、山田隆弥（のちの山田隆也）、佐々木積、森英治郎、吉田幸三郎、岡田嘉子らとともに、舞台協会を設立、同年11月28日、帝国劇場での同協会第1回公演として、ジョージ・バーナード・ショーの戯曲『悪魔の弟子』（訳舞台協会）、ヴィルヘルム・フォン・ショルツの戯曲『負けたる人』（訳森鷗外、Der Besiegte, 1899年）を上演した。その後、新文芸協会、同志座に参加し、田中智学の國性劇を主宰した。女優の三井光子と結婚、1919年（大正8年）10月31日には、長女の加藤道子が生まれている。
同志座在籍時の1925年（大正14年）、兵庫県西宮市甲陽園にあった東亜キネマ甲陽撮影所が同志座と提携して、『潮』（監督賀古残夢）を製作、同年9月29日に公開したが、これに坂巻東吾役で主演したのが、映画への初出演である。1929年（昭和4年）には、東京の発声映画社大森撮影所（のちのミナトーキー）が製作した、中内蝶二の戯曲を原作とした初期トーキー作品『大尉の娘』（監督落合浪雄）に、退役陸軍大尉・森田慎蔵の役で主演、新派の女優・初代水谷八重子と共演、同作は同年11月1日に公開された。

### 新興キネマ入社
1936年（昭和11年）、新興キネマに入社、同年2月に東京府東京市板橋区東大泉町（現在の東京都練馬区東大泉2-34-5）に同社が新設した新興キネマ東京撮影所（現在の東映東京撮影所）に所属、助演俳優として活動した。1941年（昭和16年）7月14日公開された、レオン・フラピエの短編『女房』を原作に原千秋が脚色・監督した『愛の花束』では、主演した。同年、溝口健二が監督した映画『元禄忠臣蔵 前篇・後篇』にフリーランス契約で出演し、小野寺十内を演じた。1942年（昭和17年）1月17日、第二次世界大戦による戦時統制で、同社は日活の製作部門、大都映画等と合併し、大映を形成するが、このとき以前に、加藤は同社から離れていた。
戦後は、1947年（昭和22年）8月16日に公開された、松竹京都撮影所が製作し溝口健二が監督した映画『女優須磨子の恋』に、当時を知る者として参加し、「時代考証」としてクレジットされた。胃潰瘍や脳血栓で倒れることを経験し、活動は抑えられたが、テレビ映画等に出演していた。
1963年（昭和38年）8月28日、脳溢血のため死去した。満74歳没。

## フィルモグラフィ
すべてクレジットは「出演」である。公開日の右側には役名、および東京国立近代美術館フィルムセンター（NFC）、マツダ映画社所蔵等の上映用プリントの現存状況についても記す。同センター等に所蔵されていないものは、とくに1940年代以前の作品についてはほぼ現存しないフィルムである。

### 新劇時代
- 『潮』 : 監督賀古残夢、製作東亜キネマ甲陽撮影所、配給東亜キネマ、サイレント映画、1925年9月29日公開 - 坂巻東吾[1]
- 『大尉の娘』 : 監督落合浪雄、製作・配給発声映画社大森撮影所、トーキー、1929年11月1日公開 - 森田慎蔵（退役陸軍大尉）[1]

### 新興キネマ東京撮影所
特筆以外すべて製作は「新興キネマ東京撮影所」、特筆以外すべて配給は「新興キネマ」、すべてトーキーである。
- 『大地の愛 前篇』 : 監督曾根千晴、1936年7月15日公開 - 早川清兵衛
- 『大地の愛 後篇』 : 監督曾根千晴、1936年7月30日公開 - 早川清兵衛
- 『兄の誕生日』 : 監督牛原虚彦、製作高田プロダクション（高田稔）、1936年10月15日公開 - 人見雄三
- 『新月抄』 : 監督村田実・鈴木重吉、1936年10月31日公開 - 興行主
- 『豪快一代男』 : 監督曾根千晴、1936年11月19日公開 - 男爵佐原義伸
- 『暴風』 : 監督牛原虚彦・村上潤、製作高田プロダクション、1936年12月3日公開 - 清川鍵作
- 『やきもち会議』 : 監督小石栄一、1936年12月12日公開 - 床屋の孝兵衛
- 『脱線令嬢』 : 監督曾根千晴、1937年1月7日公開 - 今戸の伯父
- 『女の約束』 : 監督西鉄平、1937年1月28日公開 - その旦那山村
- 『初島田』 : 監督伊奈精一、1937年2月3日公開 - 質屋の主人
- 『女よなぜ泣く』 : 監督田中重雄、1937年3月4日公開 - 吉本伯爵
- 『愛の山河』 : 監督曾根千晴、1937年3月18日公開 - 義彦の父健之助
- 『浮かれ花嫁』 : 監督青山三郎、1937年4月15日公開 - 周三の父仙十郎
- 『愛怨峡』 : 監督溝口健二、1937年6月17日公開 - おふみの伯父村上藤兵衛、89分尺で現存（NFC所蔵[7]）
- 『淨婚記 真砂の巻』 : 監督鈴木重吉、1937年7月1日公開 - 男爵南条泰仲
- 『淨婚記 比芙美の巻』 : 監督鈴木重吉、1937年7月8日公開 - 男爵南条泰仲
- 『強者の恋』 : 監督曾根千晴、1937年10月7日公開 - 若松屋
- 『呼子鳥 前篇 娘の巻』 : 監督曾根千晴、1937年10月30日公開 - 実業家成瀬竜造
- 『男なりゃこそ』 : 監督伊奈精一、1937年11月3日公開 - 大野警察署長
- 『呼子鳥 後篇 母の時代』 : 監督久松静児、1937年11月18日公開 - 実業家成瀬竜造
- 『白き手の人々』 : 監督西鉄平、1937年12月3日公開 - 内田
- 『女は嘆かず』 : 監督曾根千晴、1938年2月3日公開 - 豊の父親
- 『せつなき心』 : 監督伊奈精一、1938年2月10日公開 - 村山剛造
- 『ピストルと簪』 : 監督西鉄平、1938年3月15日公開 - 昌栄洋社長園部健吾
- 『母の魂』 : 監督田中重雄、1938年4月14日公開 - 大原重兵衛
- 『あゝ故郷』 : 監督溝口健二、1938年10月6日公開 - 美代の父金造
- 『新しき門』 : 監督伊奈精一、1938年11月3日公開 - 校長
- 『三人姉妹』 : 監督曾根千晴、1938年12月1日公開
- 『母子船頭唄』 : 監督青山三郎、1939年1月14日公開 - 鉄造の親友佐田中尉
- 『女難突破』 : 監督沼波功雄、1939年1月26日公開 - 銀座の楽器店主山村太兵衛
- 『紅痕』 : 監督久松静児、1939年2月15日公開 - 萩野剛一
- 『鉄窓の応召兵』 : 監督青山三郎、1939年3月8日公開 - 順吉の父雄造
- 『嵐に立つ女』 : 監督青山三郎、1939年3月15日公開 - 志麻子の父
- 『侠艶録』 : 監督田中重雄、1939年5月1日公開 - 久保田良行
- 『血の歓喜』 : 監督青山三郎、1939年5月11日公開 - 実業家国井{金英}一
- 『歌う乗合馬車』 : 監督沼波功雄、1939年7月25日公開 - バス会社社長藤本新兵衛
- 『あきれた百万円』 : 監督沼波功雄、1939年8月31日公開 - 富豪安川由兵衛
- 『父は九段の桜花』 : 監督青山三郎、1939年9月24日公開 - 白河中将
- 『母』 : 監督田中重雄、1939年10月12日公開 - 浅山
- 『仇なさけ』 : 監督伊奈精一、1939年11月23日公開 - 席亭主村山
- 『妻より何処へ行く』 : 監督須山真砂樹、1940年3月7日公開 - 絹子の父
- 『誰か故郷を思はざる』 : 監督伊奈精一、1940年4月11日公開 - 誠の父
- 『晴れ姿』 : 監督青山三郎、1940年4月25日公開 - その父健太郎
- 『太平洋行進曲』 : 監督深田修造・曾根千晴、1940年5月15日公開 - 節子の父恭助
- 『狂乱の娘芸人』 : 監督深田修造、1940年7月14日公開 - 劇場の支配人小田
- 『嵐に花は散らず』 : 監督小石栄一、1940年8月22日公開 - 八重の伯父山岡伝造
- 『良人なきあと』 : 監督曾根千晴、1940年10月31日公開 - 春代の舅北川喬太郎
- 『南進女性』 : 監督落合吉人、応援監督深田修造、1940年11月7日公開 - 房子の父
- 『美しき手』 : 監督青山三郎・落合吉人、1941年1月4日公開 - 村長

- 『白夜の天使』 : 監督田中重雄、1941年1月14日公開 - 志村
- 『南国絵巻』 : 監督久松静児、1941年2月8日公開 - 銀行家村山
- 『花嫁峠』 : 監督原千秋、1941年2月13日公開 - 福島左作
- 『猛獣使ひの姉妹』 : 監督深田修造、1941年3月29日公開 - くみ子と弓子の父でサーカス団団長の島蔵
- 『くろがねの妻』 : 監督曾根千晴、1941年5月22日公開 - 清水誠吾
- 『愛の花束』 : 監督原千秋、1941年7月24日公開 - 村山商事の会社員太田
- 『北極光』 : 監督田中重雄、応援監督住吉健嗣、1941年8月20日公開 - 深井市五郎（久子の父 東洋汽車鉄道会社社長）、108分尺で現存（NFC所蔵[7]）

### フリーランス
- 『元禄忠臣蔵 前篇』 : 監督溝口健二、製作興亜映画・松竹京都撮影所、配給松竹、1941年12月1日公開 - 小野寺十内
- 『元禄忠臣蔵 後篇』 : 監督溝口健二、製作松竹京都撮影所、配給松竹、1942年2月11日公開 - 小野寺十内、111分尺で現存（NFC所蔵[7]）
- 『女優須磨子の恋』 : 監督溝口健二、製作松竹京都撮影所、配給松竹、1947年8月16日公開 - 時代考証（出演なし）、96分尺で現存（NFC所蔵[7]）
- 『陽は沈まず』 : 監督中村登、製作松竹大船撮影所、配給松竹、1954年5月26日公開 - 副総理
- 三菱ダイヤモンド劇場直木賞シリーズ『梟の城』 : 1960年4月4日 - 同年4月18日放映